# Sommer-Paralympics 2012/Teilnehmer (Amerikanische Jungferninseln)
| stlisierte Goldmedaille | stlisierte Silbermedaille | stlisierte Bronzemedaille |
| ----------------------- | ------------------------- | ------------------------- |
| —                       | —                         | —                         |

Die Amerikanischen Jungferninseln entsendeten mit der Reiterin Lee Frawley eine Sportlerin zu den Paralympischen Sommerspielen 2012 in London und nahmen damit erstmals an Paralympischen Spielen teil. Sie konnte jedoch keine Medaille für die Inseln erringen.

## Teilnehmer nach Sportart

### Reiten
Frauen:
- Lee Frawley (* 26. August 1954)